# Belgische Dreiband-Meisterschaft
Die Belgische Dreiband-Meisterschaft ist eine nationale Turnierserie in der Karambolagedisziplin Dreiband. Sie wird vom belgischen Karambolage-Dachverband Koninklijke Belgische Biljartbond (KBBB) ausgerichtet. Die Belgischen Meister sind automatisch zur Teilnahme an den Dreiband-Europameisterschaften qualifiziert. Sie wird seit der Saison 1927/28, mit Ausnahme des Zweiten Weltkriegs, im jährlichen Turnus ausgetragen und findet seit 1998 regelmäßig in Blankenberge statt.

## Geschichte
Erstmals wurde die Meisterschaft 1927/28 ausgetragen, der Sieger war Emile Zaman, der auch die darauffolgenden beiden Meisterschaften gewinnen konnte. Er stellte mit einem Einzeldurchschnitt (ED) von 1,250 ebenfalls einen für diese Zeit ungewöhnlichen Rekord auf, der erst 20 Jahre später von René Vingerhoedt 1947 mit 1,785 gebrochen wurde. Er war es auch, der 1948 mit 1,028 die „magische“ Grenze von 1 im Generaldurchschnitt (GD) durchbrach. Der über alles überragende Spieler war auch hier Raymond Ceulemans mit 24 Goldmedaillen, gefolgt von René Vingerhoedt mit 13. 2019 zog Frédéric Caudron mit seinem neunten Titel gleich mit Eddy Merckx.

## Rekorde
Die Listen zeigen nur die von den Siegern aufgestellten Rekorde. Wegen fehlender Daten handelt es sich nicht um die exakten Turnierrekorde.
| ED    | Name              | Jahr |
| ----- | ----------------- | ---- |
| 1,250 | Emile Zaman       | 1927 |
| 1,785 | René Vingerhoedt  | 1947 |
| 1,875 | René Vingerhoedt  | 1959 |
| 1,953 | Raymond Ceulemans | 1967 |
| 2,142 | Raymond Ceulemans | 1969 |
| 2,307 | Raymond Ceulemans | 1970 |
| …     | …                 | …    |

| GD    | Name              | Jahr |
| ----- | ----------------- | ---- |
| 0,559 | Emile Zaman       | 1927 |
| 0,618 | Emile Zaman       | 1933 |
| 0,704 | Emile Zaman       | 1935 |
| 0,782 | René Vingerhoedt  | 1946 |
| 0,788 | René Vingerhoedt  | 1947 |
| 1,028 | René Vingerhoedt  | 1948 |
| 1,153 | René Vingerhoedt  | 1952 |
| 1,257 | René Vingerhoedt  | 1959 |
| 1,341 | Raymond Ceulemans | 1965 |
| 1,414 | Raymond Ceulemans | 1967 |
| 1,463 | Raymond Ceulemans | 1969 |
| 1,653 | Raymond Ceulemans | 1970 |
| 1,795 | Raymond Ceulemans | 1981 |
| 1,835 | Raymond Ceulemans | 2001 |
| 1,867 | Eddy Merckx       | 2010 |
| 1,897 | Eddy Merckx       | 2011 |
| 2,372 | Frédéric Caudron  | 2016 |
| 2,593 | Frédéric Caudron  | 2013 |
| …     | …                 | …    |

| HS | Name                               | Jahr           |
| -- | ---------------------------------- | -------------- |
| 6  | Emile Zaman                        | 1927           |
| 9  | Gustave van Belle René Vingerhoedt | 1930 1938 1946 |
| 10 | René Vingerhoedt                   | 1947 1950      |
| 13 | René Vingerhoedt Raymond Ceulemans | 1959 1961      |
| 17 | Raymond Ceulemans                  | 1966           |
| …  | …                                  | …              |

Quellen:

## Sieger
Es sind nicht mehr alle Daten rekonstruierbar gewesen, gerade in den Anfangsjahren.
| Nr.                             | Saison                                     | Ort             | Gold                   | GD    | Silber             | GD    | Bronze             | GD    |
| ------------------------------- | ------------------------------------------ | --------------- | ---------------------- | ----- | ------------------ | ----- | ------------------ | ----- |
| 1                               | 1927/28                                    | ?               | Emile Zaman            | 0,559 | ? Anthony          | 0,453 | Antoine Semal      | 0,423 |
| 2                               | 1928/29                                    | Brüssel         | Emile Zaman            | 0,601 | unbekannt          |       | unbekannt          |       |
| 3                               | 1929/30                                    | Gent            | Emile Zaman            | 0,541 | Charles Baltus     | 0,434 | Antoine Semal      | 0,440 |
| 4                               | 1930/31                                    | Gent            | Gustave van Belle      | 0,577 | unbekannt          |       | unbekannt          |       |
| 5                               | 1931/32                                    | Lüttich         | Charles Radoux         | 0,525 | Emile Zaman        | 0,528 | Pierre Verbist     | 0,479 |
| 6                               | 1932/33                                    | Charleroi       | Daniel Faniël          | 0,534 | Emile Zaman        | 0,626 | Pierre Verbist     | 0,555 |
| 7                               | 1933/34                                    | Brüssel         | Emile Zaman            | 0,618 | unbekannt          |       | unbekannt          |       |
| 8                               | 1934/35                                    | Verviers        | Emile Zaman            | 0,554 | unbekannt          |       | unbekannt          |       |
| 9                               | 1935/36                                    | Gent            | Emile Zaman            | 0,704 | Bertrand Fanchamps | 0,606 | Pierre Fauconnier  | 0,693 |
| 10                              | 1936/37                                    | Brüssel         | Pierre Verbist         | 0,575 | Emile Zaman        | 0,667 | Bertrand Fanchamps | 0,706 |
| 11                              | 1937/38                                    | Sint-Niklaas    | Emile Zaman            | 0,627 | Bertrand Fanchamps | 0,538 | Theo Lefevre       | 0,467 |
| 12                              | 1938/39                                    | Brüssel         | René Vingerhoedt       | 0,673 | Gustave van Belle  | 0,756 | Pierre Verbist     | 0,580 |
| 1940–1945 Keine Meisterschaften |                                            |                 |                        |       |                    |       |                    |       |
| 13                              | 1945/46                                    | Lüttich         | Pierre Fauconnier      | 0,659 | unbekannt          |       | unbekannt          |       |
| 14                              | 1946/47                                    | Brüssel         | René Vingerhoedt       | 0,782 | Léonard Dessart    | 0,631 | Jean Faniel        | 0,693 |
| 15                              | 1947/48                                    | Brüssel         | René Vingerhoedt       | 0,788 | Jean Faniel        | 0,629 | ? Vertuyft         | 0,662 |
| 16                              | 1948/49                                    | Verviers        | René Vingerhoedt       | 1,028 | unbekannt          |       | unbekannt          |       |
| 17                              | 1949/50                                    | Antwerpen       | Maurice Van De Spiegel | 0,697 | Léonard Dessart    | 0,690 | René Vingerhoedt   | 0,775 |
| 18                              | 1950/51                                    | Brüssel         | René Vingerhoedt       | 0,905 | Frans Rombouts     | 0,647 | Léonard Dessart    | 0,737 |
| 19                              | 1951/52                                    | Charleroi       | René Vingerhoedt       | 0,995 | Pierre Fauconnier  | 0,795 | René Clasens       | 0,710 |
| 20                              | 1952/53                                    | Löwen           | René Vingerhoedt       | 1,153 | Pierre Fauconnier  | 0,736 | Frans Rombouts     | 0,776 |
| 21                              | 1953/54                                    | Ostende         | René Vingerhoedt       | 1,121 | Pierre Fauconnier  | 0,843 | René Clasens       | 0,839 |
| 22                              | 1954/55                                    | Lüttich         | René Vingerhoedt       | 0,886 | Pierre Fauconnier  | 0,888 | René Clasens       | 0,740 |
| 23                              | 1955/56                                    | Antwerpen       | René Vingerhoedt       | 1,026 | Pierre Fauconnier  | 0,944 | Raymond Steylaerts | 0,906 |
| 24                              | 1956/57                                    | Brüssel         | René Vingerhoedt       | 1,070 | Raymond Steylaerts | 0,768 | René Clasens       | 0,749 |
| 25                              | 1957/58                                    | Lüttich         | Frans Rombouts         | 0,882 | Raymond Steylaerts | ?     | René Vingerhoedt   | ?     |
| 26                              | 1958/59                                    | Ostende         | René Vingerhoedt       | 1,087 | Pierre Fauconnier  | 0,875 | Raymond Steylaerts | 0,889 |
| 27                              | 1959/60                                    | Lier            | René Vingerhoedt       | 1,257 | Laurent Boulanger  | 0,878 | Raymond Ceulemans  | 0,969 |
| 28                              | 1960/61                                    | Lüttich         | Raymond Ceulemans      | 1,026 | Frans Rombouts     | ?     | René Clasens       | ?     |
| 29                              | 1961/62                                    | Löwen           | Raymond Ceulemans      | 1,141 | René Clasens       | ?     | Pierre Fauconnier  | ?     |
| 30                              | 1962/63                                    | Gent            | Raymond Steylaerts     | 0,862 | Raymond Ceulemans  | ?     | René Clasens       | ?     |
| 31                              | 1963/64                                    | Turnhout        | Raymond Ceulemans      | 1,203 | Raymond Steylaerts | ?     | Nand Van Barel     | ?     |
| 32                              | 1964/65                                    | Grobbendonk     | Raymond Ceulemans      | 1,242 | Raymond Steylaerts | ?     | Laurent Boulanger  | ?     |
| 33                              | 1965/66                                    | Duffel          | Raymond Ceulemans      | 1,341 | Raymond Steylaerts | ?     | Jos Jansen         | ?     |
| 34                              | 1966/67                                    | Bosvoorde       | Raymond Ceulemans      | 1,166 | Nand Van Barel     | ?     | Jos Jansen         | ?     |
| 35                              | 1967/68                                    | Lüttich         | Raymond Ceulemans      | 1,414 | Laurent Boulanger  | 1,073 | Raymond Steylaerts | 0,856 |
| 36                              | 1968/69                                    | Hasselt         | Laurent Boulanger      | 1,141 | Raymond Ceulemans  | 1,342 | Nand van Barel     | 1,000 |
| 37                              | 1969/70                                    | La Louvière     | Raymond Ceulemans      | 1,463 | Laurent Boulanger  | ?     | René De Baets      | ?     |
| 38                              | 1970/71                                    | Gent            | Raymond Ceulemans      | 1,653 | Laurent Boulanger  | ?     | Nand Van Barel     | ?     |
| 39                              | 1971/72                                    | Hoboken         | Raymond Ceulemans      | 1,527 | Ludo Dielis        | 1,141 | Nand Van Barel     | 0,976 |
| 40                              | 1972/73                                    | Brüssel         | Raymond Ceulemans      | 1,333 | Ludo Dielis        | 1,083 | Arnold De Paepe    | 1,011 |
| 41                              | 1973/74                                    | Lüttich         | Raymond Ceulemans      | 1,274 | Arnold De Paepe    | 0,975 | Ludo Dielis        | 0,984 |
| 42                              | 1974/75                                    | Jemeppe         | Raymond Ceulemans      | 1,255 | Laurent Boulanger  | ?     | Raymond Steylaerts | ?     |
| 43                              | 1975/76                                    | Hasselt         | Raymond Ceulemans      | 1,634 | Ludo Dielis        | 1,030 | Laurent Boulanger  | 1,111 |
| 44                              | 1976/77                                    | Kortrijk        | Raymond Ceulemans      | 1,506 | Ludo Dielis        | 1,182 | Laurent Boulanger  | 1,126 |
| 45                              | 1977/78                                    | Hoboken         | Raymond Ceulemans      | 1,484 | Ludo Dielis        | ?     | Flor Dejonghe      | ?     |
| 46                              | 1978/79                                    | Vorst           | Raymond Ceulemans      | 1,448 | Raymond Steylaerts | 1,124 | Laurent Boulanger  | 1,053 |
| 47                              | 1979/80                                    | Banneux         | Raymond Ceulemans      | 1,577 | Ludo Dielis        | 1,231 | Arnold Depaepe     | 1,123 |
| 48                              | 1980/81                                    | Ostende         | Raymond Ceulemans      | 1,794 | Ludo Dielis        | 1,127 | Daniel Bruggeman   | 0,921 |
| 49                              | 1981/82                                    | Courcelles      | Ludo Dielis            | 1,036 | Raymond Ceulemans  | ?     | Daniel Bruggeman   | ?     |
| 50                              | 1982/83                                    | Hasselt         | Ludo Dielis            | 1,119 | Raymond Ceulemans  | ?     | Daniel Bruggeman   | ?     |
| 51                              | 1983/84                                    | Kessel          | Raymond Ceulemans      | 1,497 | Ludo Dielis        | ?     | Jef Gijsels        | ?     |
| 52                              | 1984/85                                    | Haacht          | Ludo Dielis            | 1,335 | Raymond Ceulemans  | 1,397 | Leon Smolders      | 1,078 |
| 53                              | 1985/86                                    | Louveigné       | Raymond Ceulemans      | 1,690 | Paul Stroobants    | 1,050 | Raymond Steylaerts | 1,150 |
| 54                              | 1986/87                                    | Gent            | Raymond Steylaerts     | 1,100 | Paul Stroobants    | 1,024 | Leon Devreese      | 0,988 |
| 55                              | 1987/88                                    | La Bouverie     | Raymond Steylaerts     | 1,136 | Jef Gijsels        | ?     | Paul Stroobants    | ?     |
| 56                              | 1988/89                                    | Genk            | Paul Stroobants        | 1,141 | Raymond Ceulemans  | 1,369 | Michel Mens        | 0,923 |
| 57                              | 1989/90                                    | Lier            | Paul Stroobants        | 1,182 | Raymond Steylaerts | 1,009 | Raymond Ceulemans  | 1,681 |
| 58                              | 1990/91                                    | Deurne          | Kurt Ceulemans         | 1,090 | Raymond Ceulemans  | 1,370 | Leslie Menheer     | 0,992 |
| 59                              | 1991/92                                    | Melen-Micheroux | Paul Stroobants        | 1,182 | Koen Ceulemans     | 1,048 | Raymond Ceulemans  | 1,563 |
| 60                              | 1992/93                                    | Roeselare       | Raymond Ceulemans      | 1,480 | Paul Stroobants    | 1,158 | Koen Ceulemans     | 0,981 |
| 61                              | 1993/94                                    | Casteau         | Frédéric Caudron       | 1,326 | Leslie Menheer     | 1,046 | Leon Smolders      | 0,917 |
| 62                              | 1994/95                                    | Gent            | Jozef Philipoom        | 1,033 | Frédéric Caudron   | 1,137 | Raymond Ceulemans  | 1,511 |
| 63                              | 1995/96                                    | Erembodegem     | Frédéric Caudron       | 1,823 | Raymond Ceulemans  | 1,272 | Ludo Dielis        | 1,520 |
| 64                              | 1996/97                                    | Gent            | Frédéric Caudron       | 1,510 | Francis Forton     | 1,150 | Ludo Dielis        | 1,305 |
| 65                              | 1997/98                                    | Blankenberge    | Peter de Backer        | 1,269 | Francis Forton     | ?     | Frédéric Caudron   | ?     |
| 66                              | 1998/99                                    | Blankenberge    | Raymond Ceulemans      | 1,654 | Eddy Merckx        | ?     | Francis Forton     | ?     |
| 67                              | 1999/00                                    | Blankenberge    | Eddy Merckx            | 1,556 | Jozef Philipoom    | 1,393 | Frédéric Caudron   | 1,476 |
| 68                              | 2000/01                                    | Blankenberge    | Raymond Ceulemans      | 1,835 | Frédéric Caudron   | 1,590 | Roland Forthomme   | 1,414 |
| 69                              | 2001/02                                    | Blankenberge    | Jozef Philipoom        | 1,384 | Frédéric Caudron   | 1,488 | Roland Forthomme   | 1,468 |
| 70                              | 2002/03                                    | Blankenberge    | Frédéric Caudron       | 1,429 | Peter de Backer    | 1,298 | Johan Loncelle     | 1,567 |
| 71                              | 2003/04                                    | Blankenberge    | Eddy Merckx            | 1,538 | Eddy Leppens       | 1,538 | Peter de Backer    | 1,384 |
| 72                              | 2004/05                                    | Blankenberge    | Frédéric Caudron       | 1,604 | Francis Forton     | ?     | Jozef Philipoom    | ?     |
| 73                              | 2005/06                                    | Blankenberge    | Eddy Merckx            | 1,632 | Eddy Leppens       | ?     | Kurt Ceulemans     | ?     |
| 74                              | 2006/07                                    | Blankenberge    | Frédéric Caudron       | 1,630 | Eddy Leppens       | ?     | Francis Forton     | ?     |
| 75                              | 2007/08                                    | Blankenberge    | Eddy Merckx            | 1,630 | Roland Forthomme   | ?     | Frédéric Caudron   | ?     |
| 76                              | 2008/09                                    | Blankenberge    | Roland Forthomme       | 1,475 | Jozef Philipoom    | ?     | Ronny Brandts      | ?     |
| 77                              | 2009/10                                    | Blankenberge    | Eddy Merckx            | 1,867 | Eddy Leppens       | 1,309 | Roland Forthomme   | 1,520 |
| 78                              | 2010/11                                    | Blankenberge    | Eddy Merckx            | 1,897 | Frédéric Caudron   | 1,725 | Peter de Backer    | 1,477 |
| 79                              | 2011/12                                    | Blankenberge    | Eddy Merckx            | 1,508 | Frédéric Caudron   | 1,605 | Frédéric Mottet    | 1,526 |
| 80                              | 2012/13                                    | Blankenberge    | Roland Forthomme       | 1,702 | Eddy Leppens       | 1,702 | Eddy Merckx        | 1,644 |
| 81                              | 2013/14                                    | Blankenberge    | Eddy Merckx            | 1,879 | Eddy Leppens       | 1,948 | Roland Forthomme   | 1,708 |
| 82                              | 2014/15                                    | Blankenberge    | Eddy Leppens           | 1,830 | Eddy Merckx        | 1,905 | Jozef Philipoom    | 1,364 |
| 83                              | 2015/16                                    | Blankenberge    | Frédéric Caudron       | 2,372 | Roland Forthomme   | 1,698 | Davy Van Havere    | 1,188 |
| 84                              | 2016/17                                    | Blankenberge    | Frédéric Caudron       | 1,985 | Jozef Philipoom    | 1,621 | Steven Van Acker   | 1,290 |
| 85                              | 2017/18                                    | Blankenberge    | Eddy Merckx            | 1,728 | Frédéric Caudron   | 2,023 | Roland Forthomme   | 1,673 |
| 86                              | 2018/19                                    | Blankenberge    | Frédéric Caudron       | 2,593 | Eddy Merckx        | 2,427 | Eddy Leppens       | 1,781 |
| 87                              | 2019/20                                    | Blankenberge    | Eddy Merckx            | 1,931 | Peter Ceulemans    | 1,356 | Francis Forton     | 1,313 |
|                                 | 2020/21: ausgefallen wg. COVID-19-Pandemie |                 |                        |       |                    |       |                    |       |
| 88                              | 2021/22                                    | Sint-Truiden    | Peter de Backer        | 1,362 | Wesley de Jaeger   | 1,239 | Jozef Philipoom    | 1,556 |
| 89                              | 2022/23                                    | Blankenberge    | Eddy Merckx            | 1,794 | Jozef Philipoom    | 1,497 | Peter Ceulemans    | 1,294 |
| 90                              | 2023/24                                    | Blankenberge    | Peter Ceulemans        | 1,676 | Roland Forthomme   | 1,301 | Johan Loncelle     | 1,346 |
| 91                              | 2024/25                                    | Blankenberge    | Eddy Merckx            | 1,513 | Ronny Brants       | 1,056 | Peter Ceulemans    | 1,464 |

Quellen:

## Ewigenliste
Gezeigt werden nur Spieler mit mindestens einer Goldmedaille. Bei den kursiv geschriebenen Spielern sind die Angaben evtl. nicht vollständig.
| Medaillenränge         | 1. | 2. | 3. | Σ  |
| ---------------------- | -- | -- | -- | -- |
| Raymond Ceulemans      | 24 | 8  | 4  | 36 |
| René Vingerhoedt       | 13 | -  | 1  | 14 |
| Eddy Merckx            | 11 | 3  | 1  | 15 |
| Frédéric Caudron       | 9  | 6  | 3  | 18 |
| Emile Zaman            | 7  | ?  | ?  | ?  |
| Ludo Dielis            | 3  | 8  | 3  | 14 |
| Raymond Steylaerts     | 3  | 6  | 4  | 13 |
| Paul Stroobants        | 3  | 3  | 1  | 7  |
| Jozef Philipoom        | 2  | 4  | 3  | 9  |
| Roland Forthomme       | 2  | 3  | 6  | 11 |
| Peter de Backer        | 2  | 1  | 2  | 5  |
| Eddy Leppens           | 1  | 6  | -  | 7  |
| Laurent Boulanger      | 1  | 5  | 4  | 10 |
| Pierre Fauconnier      | 1  | 1  | 2  | 4  |
| Peter Ceulemans        | 1  | 1  | 2  | 4  |
| Gustave van Belle      | 1  | 1  | ?  | ?  |
| Frans Rombouts         | 1  | 1  | -  | 2  |
| Kurt Ceulemans         | 1  | -  | 1  | 2  |
| Pierre Verbist         | 1  | ?  | 1  | ?  |
| Charles Radoux         | 1  | ?  | ?  | ?  |
| Daniel Faniel          | 1  | ?  | ?  | ?  |
| Maurice Van De Spiegel | 1  | ?  | ?  | ?  |